# Gu (digramme)
Cette page contient des caractères spéciaux ou non latins. S’ils s’affichent mal (▯, ?, etc.), consultez la page d’aide Unicode.
Pour les articles homonymes, voir GU.
Gu (minuscule gu) est un digramme de l'alphabet latin composé d'un G et d'un U.

## Linguistique
- En français le digramme « gu » correspond à [g] devant e, i et y.

## Représentation informatique
Comme la majorité des digrammes, il n'existe aucun encodage de Gu sous un seul signe, il est toujours réalisé en accolant un G et un U.